# Лэнгтофт, Питер
Питер Лэнгтофт, также известный как Пётр из Лэнгтофта или Питер Бридлингтонский (англ. Peter Langtoft, Peter Langetost, фр. Pierre de Langtoft, старофр. Piers de Langtoft, лат. Petrus de Langatosta, Petrus Bridlingtoniensis; до 1271 — около 1307) — английский хронист и историк, монах-августинец, автор рифмованной хроники Англии.

## Биография
Год рождения неизвестен. Предположительно происходил из деревни Лэнгтофт (совр. графство Ист-Райдинг-оф-Йоркшир). Его фамилия, распространённая в XIV—XV веках в Линкольншире и Йоркшире, имеет скандинавские корни. Данные об образовании отсутствуют, предположительно изучал каноническое право.
Монах ордена августинцев, он с 1271 года служил регулярным каноником в Бридлингтонском приорате (Ист-Райдинг-оф-Йоркшир), располагавшемся в нескольких милях от Лэнгтофта, как об этом свидетельствует его переводчик хронист Роберт Мэннинг.
Согласно разысканиям издателя его хроники историка и антиквария Томаса Хирна, он умер после 1307 года.

## Сочинения
Является автором рифмованной истории Англии, известной также как «Хроника Лэнгтофта» (англ. Langtoft's Chronicle), написанной на довольно грубом и изобилующем грамматическими ошибками языке англо-нормандскими строфами-лессами (laisse), предположительно по заказу некого покровителя, носящего в одной из рукописей древнеанглийское имя (прозвище) «Скаффельд» (Scaffeld).
Хроника, состоящая из трёх частей, первые две из которых носят названия Historia Britorum и Historia Anglorum, включает в себя примерно 9 500 стихов и излагает английскую историю, начиная от легендарного основания Британии Брутом Троянским и до смерти короля Эдуарда I (1307). Хронологической границей между её частями является правление Кадваладра Валлийского (955—982), традиционно считавшегося последним Верховным королём бриттов.
Основными источниками для первой части хроники Лэнгтофта послужили «Церковная история англов» Беды Достопочтенного (около 732 г.) и «Роман о Бруте» нормандского поэта Васа (около 1155 г.), а для второй — сочинения историков XII века, в том числе «История англов» Генриха Хантингдонского, «История бриттов» Гальфрида Монмутского и «Хроника» Роджера Ховеденского. Третья часть включает в основном оригинальные сведения и содержит детали, не встречающиеся в других источниках, например, о деятельности тамплиеров или судьбе Гвенллиан Уэльской, дочери последнего независимого валлийского правителя Лливелина ап Грифида (1223—1282).
Наибольшую историческую ценность представляют описания Лэнгтофтом событий англо-валлийских и англо-шотландских войн конца XIII века, а также конфликтов между королём Эдуардом I и его бывшим сподвижником Даремским епископом Энтони Беком (1300—1305). В целом, хроника имеет антишотландскую направленность и даже содержит тексты девяти песен, как на англо-нормандском, так и среднеанглийском языке, высмеивающих противника.
Летопись Лэнгтофта послужила источником для хроники Роберта Мэннинга, переложившего её около 1328 года на английский язык.
Является также автором «Политических писем» (англ. Political Letters, 1301—1305) — англо-нормандского перевода латинской переписки между папой Бонифацием VIII и королём Эдуардом I за 1299—1301 годы, сохранившегося в текстах двух рукописных хроник и единственном отдельном манускрипте из библиотеки Принстонского университета (MS Taylor 12).

## Рукописи и издания
Рифмованная хроника Лэнгтофта, продолженная и проиллюстрированная Робертом Мэннингом, сохранилась не менее чем в 21 рукописи из собраний Британской библиотеки, Бодлианской библиотеки Оксфордского университета, библиотек Кембриджского университета и его Тринити-колледжа, Национальной библиотеки Франции и библиотеки Моргана (Нью-Йорк), но лишь 9 манускриптов северного происхождения содержат её полный текст и только шесть из них переписаны ранее 1350 года. Английский перевод её исторической части, выполненный Мэннингом, был впервые опубликован в 1725 году в Оксфорде в двух томах вышеназванным антикварием Томасом Хирном.
В 1859 году хроника выпущена была в Лондоне в английском переводе историком и антикварием Томасом Райтом в многотомнике Rerum Britannicarum medii aevii scriptores, а в 1866—1868 годах переиздана им же в англо-нормандском оригинале в академической серии Rolls Series. Мифологическую часть хроники Лэнгтофта опубликовал в 1887 году в той же серии филолог Фредерик Джеймс Фёрнивалл.

## Публикации
- Peter Langtoft’s Chronicle (as illustrated and improv’d by Robert of Brunne). Transcrib’d, and now first publish’d by Thomas Hearne. — Oxford, 1725. — 474 p.
- The Chronicle of Pierre de Langtoft, in french verse, from the Earliest Period to the Death of King Edward I, ed. by Thomas Wright. — Volumes 1—2. — London: Longman, Green Longman, and Roberts, 1866—1868. — xxx, 497 + xvi, 487 pp. — (Rerum Britannicarum medii aevii scriptores, or Chronicles and Memorials of Great Britain and Ireland During the Middle Ages, vol. 47).
- Robert Mannyng of Brunne’s Übersetzung von Pierre de Langtofts Chronicle und ihr Verhältnis zum Originale, hrsg. von O. Preussner. — Breslau, 1891.
- Édition critique et commentée de Pierre de Langtoft, Le règne d'Édouard Ier, edited by Jean-Claude Thiolier. — Créteil: C.E.L.I.M.A., Université de Paris XII, 1989. — 483 p.
- The Chronicle of Pierre de Langtoft, in French Verse, from the Earliest Period to the Death of King Edward I. Edited by Thomas Wright. — Volume 1. — Cambridge University Press, 2012. — ISBN 978-1139225571.